# Tanytarsus ciliatus
Tanytarsus ciliatus är en tvåvingeart som beskrevs av Jean-Jacques Kieffer 1918. Tanytarsus ciliatus ingår i släktet Tanytarsus och familjen fjädermyggor.
Artens utbredningsområde är Turkiet. Inga underarter finns listade i Catalogue of Life.